# Victoria Pelova
Victoria Pelova (Delft, 3 giugno 1999) è una calciatrice olandese, centrocampista dell'Arsenal e della nazionale olandese.

## Carriera

### Club
Pelova si appassiona al calcio fin da giovanissima, decidendo di tesserarsi con il DSV Concordia, società polisportiva di Delft, con la quale gioca nelle sue formazioni giovanili dall'età di 7 anni.
Nell'estate 2016 si trasferisce all'ADO Den Haag, giocando con la formazione con sede all'Aia per tre stagioni, tutte in Eredivisie, livello di vertice del campionato olandese, conseguendo come migliore risultato due quarti posti in campionato.
A stagione conclusa, nel maggio 2019 l'Ajax ha annunciato di aver sottoscritto con la centrocampista un contratto triennale.

### Nazionale
Pelova viene convocata dalla Federcalcio olandese (KNVB) nel 2017 per vestire la maglia della formazione Under-19, inserita in rosa con la squadra impegnata alla fase élite di qualificazione all'Europeo di Irlanda del Nord 2017. Debutta il 6 aprile, nell'incontro vinto 5-0 dalle Oranje U-19 sulle pari età della Slovenia, e condivide il percorso della sua nazionale che la vede, dopo aver avuta accesso alla fase finale, superare al primo posto del gruppo B la fase a gironi, con Pelova che apre le marcature nell'incontro vinto per 2-0 con la Francia, e perdere per 3-2 la semifinale con la Spagna dopo che al 48' aveva siglato la rete del momentaneo 1-1. Viene convocata anche per la successiva fase di qualificazione all'Europeo di Svizzera 2018, giocando tutti i sei incontri disputati dalla sua nazionale e siglando complessivamente 6 reti, tuttavia non viene convocata per la fase finale.
Grazie al piazzamento a Irlanda del Nord 2017 i Paesi Bassi accedono al Mondiale di Francia 2018 riservato a formazioni sotto i 20 anni di età. Selezionata per il torneo, Pelova gioca tutti i quattro incontri giocati dalle Oranje U-20, i tre del gruppo A, dove sigla la rete del definitivo 4-0 sul Ghana, e quello dei quarti di finale dove dopo aver aperto le marcature le olandesi si fanno rimontare dall'Inghilterra che chiude sul 2-1 la partita eliminandole dal torneo.
Sempre del 2018 è la sua prima convocazione nella nazionale maggiore, chiamata dal Commissario tecnico Sarina Wiegman in occasione dell'amichevole del 20 gennaio persa 2-0 con la Spagna, dove fa il suo debutto rilevando Renate Jansen all'81'. Di seguito Wiegman la convoca in un paio di amichevoli, per l'edizione 2019 dell'Algarve Cup, dove gioca uno scampolo di partita con la Spagna, vittoria per 2-0 per le ispaniche, e condivide con le compagne la deludente prestazione che vede la sua squadra terminare all'undicesimo posto, e venendo infine inserita nella lista delle 23 giocatrici convocate per il Mondiale di Francia 2019.

## Palmarès

### Club

#### Competizioni nazionali
- Coppa dei Paesi Bassi: 1

Ajax: 2021-2022
- FA Women's League Cup: 1

Arsenal: 2023-2024

#### Competizioni internazionali
- UEFA Women's Champions League: 1

Arsenal: 2024-2025